# Józef Krotiuk

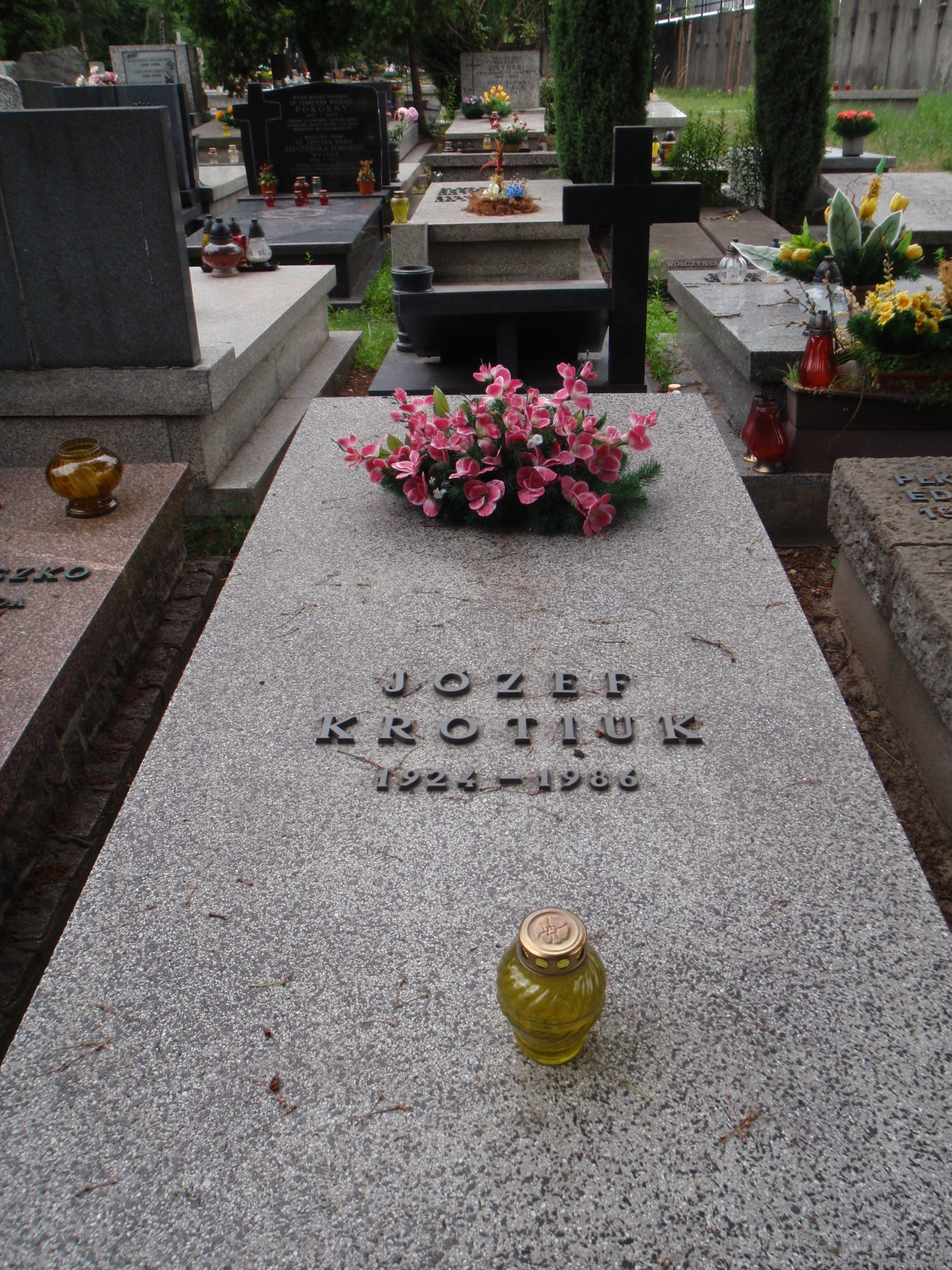
Grób Józefa Krotiuka na Cmentarzu Wojskowym na Powązkach w Warszawie

Józef Krotiuk (ur. 9 lutego 1924 w Wertepie na Wołyniu, zm. 6 kwietnia 1986 w Warszawie) – polski działacz partyjny, wicewojewoda opolski (1973–1975) i wojewoda ostrołęcki (1975–1977), poseł na Sejm PRL VIII kadencji (1980–1985).

## Życiorys
Z wykształcenia był ekonomistą. W czasie II wojny światowej walczył w partyzantce, następnie zaś w 1 Armii Wojska Polskiego. W 1952 przystąpił do Zjednoczonego Stronnictwa Ludowego. Zasiadał w Gminnej Radzie Narodowej w Lisięcicach. Był sekretarzem (od 1957), a potem wiceprezesem Powiatowego Komitetu ZSL w Głubczycach, a następnie w Strzelcach Opolskich. W latach 1973–1975 sprawował urząd wicewojewody opolskiego, następnie był pierwszym w historii wojewodą ostrołęckim (do 30 września 1977). Od 1976 do 1980 zasiadał w prezydium Naczelnego Komitetu ZSL. W 1980 uzyskał mandat posła na Sejm PRL VIII kadencji w okręgu Częstochowa. Zasiadał w Komisjach Rolnictwa i Przemysłu Spożywczego (później: Rolnictwa, Gospodarki Żywnościowej i Leśnictwa) oraz Prac Ustawodawczych.
Był wieloletnim działaczem Centralnego Związku Kółek Rolniczych, w tym prezesem jego Zarządu Głównego (1976–1980), a także członkiem prezydium Naczelnej Rady Spółdzielczej. Działał w Związku Bojowników o Wolność i Demokrację, m.in. pełniąc od maja 1985 funkcję sekretarza Zarządu Głównego.
Zmarł 6 kwietnia 1986, został pochowany 11 kwietnia na Cmentarzu Komunalnym na Powązkach w Warszawie (kwatera D 4 rz. 1 m. 11).

## Odznaczenia
Odznaczony Orderem Sztandaru Pracy I klasy, Krzyżem Komandorskim z Gwiazdą Orderu Odrodzenia Polski, Krzyżem Partyzanckim i Krzyżem Walecznych, Odznaką Zasłużonego Działacza Ruchu Spółdzielczego, Medalem „Za zasługi dla ruchu ludowego” (1984) oraz Odznaką „Zasłużonemu Opolszczyźnie” (1968).